# Вільногірський завод залізобетонних виробів
Вільногірський завод залізобетонних виробів — підприємство з виробництва будівельних матеріалів у Вільногірську.
З початком будівництва міста Вільногірська виникла гостра потреба в будівельних матеріалах бетонних та збірних залізобетонних виробах.
20 травня 1959 року відповідно до наказу № 30 при тресті «Дніпрометалургбуд» створено завод «Буддеталь», в подальшому перейменований в Вільногірський завод залізобетонних виробів.
Директором заводу призначено Шпаковського Григорія Івановича, головним бухгалтером — Кучу Петра Івановича.
На території заводу побудовано котельну, яка забезпечувала теплом перші житлові будинки міста та інші об'єкти до введення в експлуатацію ТЕЦ. Електропостачання міста здійснювалося дизельною електростанцією. Будувався бетонний вузол, вапногасильний цех, пропарювальні камери полігону, деревообробний цех. З перших днів пуску бетонно-розчинного вузла закипіла робота на будовах міста. Одночасно будувалося житло, промислові споруди та об'єкти соцкультпобуту.
Потреба в бетоні була надзвичайно великою, тому і працював бетонно-розчинний вузол цілодобово, випускаючи до 300 м³ бетону на добу. Першими змінними майстрами БРВ були Гребінь А. І., Колеснікова В. В., Златковський В. В.
По 30 років і більше відпрацювали на БРВ мотористи-дозувальники Гура Є. М., Гуржій А. П., Посунько М. В., Мельник Н. Д., Жуган О. Н., Бригар Д. І., Мірошніченко П. І.